# قضية تصدير السلاح إلى العراق
تتعلق قضية تصدير السلاح إلى العراق بالكشف عن بيع الشركات البريطانية بموافقة الحكومة السلاح إلى العراق، ثم في ظل حكم صدام حسين. وساهمت الفضيحة في تفاقم السخط المتزايد بشأن أداء حكومة المحافظين برئاسة جون ميجور، وربما كانت السبب في حصول حزب العمال الذي يمثله توني بلير على أغلبية ساحقة في الانتخابات العامة لعام 1997. وسلطت القضية بأكملها الضوء على ضعف الجمعية الدستورية فيما يخص المساءلة الوزارية الفردية؛ مما أدى إلى تدوين القوانين في شكل مدونة قواعد السلوك الوزارية من قِبل حكومة بلير.
بعد حرب الخليج الأولى عام 1991، ظهر الاهتمام بمعرفة مدى تزويد الشركات البريطانية إدارة صدام حسين بالمواد اللازمة لشن الحرب. وقد قدم أربعة من مديري شركة تصنيع الآلات الميكانيكية البريطانية ماتريكس تشرشل (Matrix Churchill) للمحاكمة بسبب تزويد العراق بالمعدات والمعرفة اللازمين، ولكن انهارت المحاكمة في عام 1992، حيث كشفت عن حصول الشركة على استشارة من الحكومة حول كيفية بيع الأسلحة إلى العراق. وفي النهاية، حصل العديد من المديرين على تعويض.

## شركة ماتريكس تشرشل
| أظهرت المستندات السرية التي كشفت في المحاكمة أن بريطانيا انتهكت قرار حظر تصدير السلاح في محاولة لاستمرار صناعة الآلات الميكانيكية في بريطانيا، وكانت من بينها شركة "ماتريكس تشرشل"، التي كان يعمل مديرها العام بول هندرسون بدون مقابل مع المخابرات البريطانية لمدة 15 عامًا. |
| —مجلة ذا إيكونومست (1992) |

كانت شركة ماتريكس تشرشل متخصصة في صناعة الآلات في مدينة كوفنتري البريطانية. وتعود أصولها إلى شركة أسسها في القرن التاسع عشر تشارلز تشرشل من مواليد الولايات المتحدة.
في عام 1989، نتيجة تسوية دين، حصلت عليها «أطراف ذات مصلحة عراقية» بدون مقابل. وعين مديرين جدد، وكان بينهم اثنان عملا مع الأجهزة الأمنية العراقية وبدأت الشركة في شحن مكونات من أجل برنامج صدام حسين السري للأسلحة. وفقًا لـالوكالة الدولية للطاقة الذرية، فإن منتجات الشركة التي عثر عليها في العراق، كانت الأعلى جودة من نوعها في العالم. وكانت آلات «ذات استعمال مزدوج» يمكن استخدامها في تصنيع أجزاء الأسلحة، ومن ضمنها ما يسمى المدفع العملاق.
نظرًا لادعاء أحد المديرين الآخرين عمله مع أجهزة المخابرات البريطانية، فقد قدمت وزارة الدفاع استشارة إلى شركة «ماتريكس تشرشل» حول كيفية تقديم طلب الحصول على تراخيص تصدير مواد يمكن استخدامها في صناعة ذخائر بطريقة لا تلفت الانتباه. وعندما اعترف آلان كلارك تحت القسم بأنه كان «مقتصدًا في الحقيقة» عند الإجابة عن أسئلة تتعلق بسياسة تصدير الأسلحة إلى العراق، فقد انهارت المحاكمة وأدت إلى تقديم استجواب سكوت الذي أعلن عنه في 1996.
أثارت هذه القضية أيضًا مسألة حصانة المصلحة العامة، التي يتم بموجبها حفظ المعلومات التي تعتبر حساسة للغاية بعيدًا عن مبدأ الملكية العامة. وحتى يمكن منع كشف المعلومات، يلزم على الوزير الحكومي الذي تتعلق المسألة بوزارته إصدار شهادة حصانة المصلحة العامة.

## قائمة المصادر
- Cowley, Chris Blake, Robin. Supergun: A Political Scandal. Arrow. ISBN:0-09-918781-7.{{استشهاد بكتاب}}:  صيانة الاستشهاد: أسماء متعددة: قائمة المؤلفين (link)
- Leigh, David (1993). Betrayed: Trial of Matrix Churchill. Bloomsbury Publishing PLC. ISBN:0-7475-1552-2.
- Miller, Davina (1997). Export or Die: Britain's Defence Trade with Iran and Iraq (Global Issues). Northeastern University Press. ISBN:1-55553-285-3.
- Norton-Taylor, Richard Lloyd, Mark Cook, Stephen (1996). Knee Deep in Dishonour: Scott Report and Its Aftermath. Weidenfeld & Nicolson. ISBN:0-575-06385-8.{{استشهاد بكتاب}}:  صيانة الاستشهاد: أسماء متعددة: قائمة المؤلفين (link)
- Phythian, Mark (1996). Arming Iraq (Northeastern Series in Transnational Crime). Continuum International Publishing Group Ltd. ISBN:0-304-33852-4.

## وصلات خارجية
- BBC On This Day: 15th February - 1996: Arms-to-Iraq report published
- Co-Operative Research - Companies selling arms to Iraq 1981 - 1993
- The Guardian: Arms to Iraq inquiry affects control on exports
- ICH: Congressional Record Arms Sales to Iraq
- ISIS: Matrix Churchill
- John Pilger: Iraq: The Lying Game
- Video of Robin Cook's Commons Address in 3 parts